# Latarnia morska Royal Sovereign
Latarnia morska Royal Sovereign – latarnia morska położona na płyciźnie w kanale La Manche, około 10 kilometrów na południowy wschód od wybrzeża w Eastbourne, East Sussex. 
W 1971 roku obecna latarnia zastąpiła latarniowiec, który został umieszczony na mieliźnie w 1875 roku. Latarnia usytuowana jest na platformie z lądowiskiem helikopterów, która umieszczona została na pojedynczej stalowej kolumnie. Stacja została zautomatyzowana w 1994 roku i od tego momentu jest monitorowana z Trinity House Operations & Planning Centre w Harwich.